# Rallycross di Lettonia 2022
Il Rallycross di Lettonia 2022, ufficialmente denominato Ferratum World RX of Rīga-Latvia, è stata l'edizione 2022 del rallycross di Lettonia. La manifestazione si è svolta il 3 e il 4 settembre sul circuito del Biķernieku Kompleksā Sporta Bāze a Riga, capitale della Lettonia, ed era valida come terza e quarta prova del campionato del mondo rallycross 2022, seconda e terza per la classe regina RX1e e terza per la serie cadetta RX2e, nonché come quarta gara del campionato europeo rallycross 2022, valida unicamente per la categoria RX1.
L'evento del World RX si componeva di due gare, entrambe valide per la classe RX1e. La prima è stata vinta dallo svedese Johan Kristoffersson alla guida di una Volkswagen RX1e della scuderia Kristoffersson Motorsport, il quale sopravanzò in finale i connazionali Kevin Hansen e Timmy Hansen, rispettivamente secondo e terzo classificato, entrambi su Peugeot 208 RX1e del Hansen World RX Team; Kristofferson bissò inoltre il successo della prima giornata vincendo anche la seconda gara, dove precedette nuovamente Kevin Hansen e il suo compagno di squadra, il norvegese Ole Christian Veiby, giunto terzo; per il quattro volte campione del mondo si trattò quindi del terzo successo stagionale su tre gare disputate nonché della trentesima vittoria in carriera nella massima categoria. La gara della serie cadetta RX2e è stata invece vinta dal britannico Patrick O'Donovan, al primo successo in carriera nel mondiale WRX.
Nell'evento dell'Euro RX si gareggiava soltanto nella categoria RX1, dove si impose il pilota norvegese Sondre Evjen al volante di una Audi S1 della scuderia JC Raceteknik, a sua volta alla prima affermazione nel campionato continentale.

## Risultati World RX - Gara 1

### Classifiche finali
| 1 | 1  | Johan Kristoffersson | Volkswagen RX1e  | Kristoffersson Motorsport          | 2º | –  | 1º | –  | 1º | 1º | 20 |
| 2 | 71 | Kevin Hansen         | Peugeot 208 RX1e | Hansen World RX Team               | 1º | 1º | –  | 1º | –  | 2º | 16 |
| 3 | 21 | Timmy Hansen         | Peugeot 208 RX1e | Hansen World RX Team               | 3º | 2º | –  | –  | 2º | 3º | 13 |
| 4 | 52 | Ole Christian Veiby  | Volkswagen RX1e  | Kristoffersson Motorsport          | 5º | 3º | –  | 2º | –  | 4º | 12 |
| 5 | 17 | Gustav Bergström     | Volkswagen RX1e  | Gustav Bergström                   | 6º | –  | 3º | –  | 3º | 5º | 11 |
| 6 | 77 | René Münnich         | SEAT Ibiza RX1e  | ALL-INKL.COM Münnich Motorsport    | 8º | –  | 4º | 3º | –  | nq | 10 |
| 7 | 68 | Niclas Grönholm      | PWR RX1e         | Construction Equipment Dealer Team | 4º | –  | 2º | 4º | –  | nq | 9  |
| 8 | 12 | Klara Andersson      | PWR RX1e         | Construction Equipment Dealer Team | 7ª | 4ª | –  | –  | 4ª | nq | 8  |

| 1 | 00 | Patrick O'Donovan | RX2e | Patrick O'Donovan         | 4º | –  | 1º | –  | 1º | 1º | 20 |
| 2 | 82 | Isak Sjökvist     | RX2e | Hedströms Motorsport      | 1º | 1º | –  | 1º | –  | 2º | 16 |
| 3 | 13 | Viktor Vranckx    | RX2e | Bert Vranckx              | 2º | –  | 3º | –  | 3º | 3º | 13 |
| 4 | 26 | Roberts Vitols    | RX2e | QEV Motorsport            | 5º | 3º | –  | 2º | –  | 4º | 12 |
| 5 | 97 | Raul Ferre        | RX2e | ACA Esport                | 3º | 2º | –  | –  | 2º | 5º | 11 |
| 6 | 14 | Nils Andersson    | RX2e | Kristoffersson Motorsport | 6º | –  | 4º | 3º | –  | nq | 10 |
| 7 | 5  | Pablo Suárez      | RX2e | QEV Motorsport            | 7º | 4º | –  | –  | 4º | nq | 9  |
| 8 | 28 | Filip Thorén      | RX2e | QEV Motorsport            | 8º | –  | 2º | 4º | –  | nq | 8  |

### Super Pole
Unicamente per la categoria RX1e, al fine di decidere la griglia di partenza della prima batteria, venne introdotta la Super Pole ovvero un unico giro cronometrato effettuato con partenza da fermo e comprensivo di Joker Lap.
| 1 | 1  | Johan Kristoffersson | Volkswagen RX1e  | Kristoffersson Motorsport          | 53"023 | –      |
| 2 | 21 | Timmy Hansen         | Peugeot 208 RX1e | Hansen World RX Team               | 53"034 | +0"011 |
| 3 | 52 | Ole Christian Veiby  | Volkswagen RX1e  | Kristoffersson Motorsport          | 53"367 | +0"344 |
| 4 | 71 | Kevin Hansen         | Peugeot 208 RX1e | Hansen World RX Team               | 53"417 | +0"394 |
| 5 | 68 | Niclas Grönholm      | PWR RX1e         | Construction Equipment Dealer Team | 53"809 | +0"786 |
| 6 | 17 | Gustav Bergström     | Volkswagen RX1e  | Gustav Bergström                   | 54"504 | +1"481 |
| 7 | 12 | Klara Andersson      | PWR RX1e         | Construction Equipment Dealer Team | 54"893 | +1"870 |
| 8 | 77 | René Münnich         | SEAT Ibiza RX1e  | ALL-INKL.COM Münnich Motorsport    | 55"781 | +2"758 |

### Batterie
Il risultato delle batterie (Heats) determinerà poi il Ranking finale, il quale risulterà poi decisivo nel caso in cui più concorrenti ottenessero uguali piazzamenti nelle fasi successive, ovvero le Progression Races e le semifinali.
| 71 | Kevin Hansen         | Peugeot 208 RX1e | Hansen World RX Team               | 42 (3º) | 50 (1º) | 92 | 1º |
| 1  | Johan Kristoffersson | Volkswagen RX1e  | Kristoffersson Motorsport          | 50 (1º) | 39 (5º) | 89 | 2º |
| 21 | Timmy Hansen         | Peugeot 208 RX1e | Hansen World RX Team               | 45 (2º) | 42 (3º) | 87 | 3º |
| 68 | Niclas Grönholm      | PWR RX1e         | Construction Equipment Dealer Team | 39 (5º) | 45 (2º) | 84 | 4º |
| 52 | Ole Christian Veiby  | Volkswagen RX1e  | Kristoffersson Motorsport          | 40 (4º) | 40 (4º) | 80 | 5º |
| 17 | Gustav Bergström     | Volkswagen RX1e  | Gustav Bergström                   | 38 (6º) | 38 (6º) | 76 | 6º |
| 12 | Klara Andersson      | PWR RX1e         | Construction Equipment Dealer Team | 37 (7ª) | 37 (7ª) | 74 | 7ª |
| 77 | René Münnich         | SEAT Ibiza RX1e  | ALL-INKL.COM Münnich Motorsport    | 36 (8º) | 36 (8º) | 72 | 8º |

| 82 | Isak Sjökvist     | RX2e | Hedströms Motorsport      | 50 (1º) | 50 (1º) | 50 (1º) | 150 | 1º |
| 13 | Viktor Vranckx    | RX2e | Bert Vranckx              | 39 (5º) | 40 (4º) | 45 (2º) | 124 | 2º |
| 97 | Raul Ferre        | RX2e | ACA Esport                | 45 (2º) | 42 (3º) | 36 (8º) | 123 | 3º |
| 00 | Patrick O'Donovan | RX2e | Patrick O'Donovan         | 42 (3º) | 39 (5º) | 42 (3º) | 123 | 4º |
| 26 | Roberts Vitols    | RX2e | QEV Motorsport            | 37 (7º) | 45 (2º) | 39 (5º) | 121 | 5º |
| 14 | Nils Andersson    | RX2e | Kristoffersson Motorsport | 38 (6º) | 38 (6º) | 40 (4º) | 116 | 6º |
| 5  | Pablo Suárez      | RX2e | QEV Motorsport            | 40 (4º) | 37 (7º) | 38 (6º) | 115 | 7º |
| 28 | Filip Thorén      | RX2e | QEV Motorsport            | 36 (8º) | 36 (8º) | 37 (7º) | 109 | 8º |

### Progression races
Per ciascuna serie tutti i concorrenti parteciparanno alle progression races, il risultato delle quali sarà determinante per la qualificazione alle successive semifinali e/o per la scelta della posizione di partenza nelle stesse.
| Categoria RX1e - Progression Race 1 |    |                      |                  |                                    |            |          |          |   |
| Pos.                                | N° | Pilota               | Auto             | Squadra                            | Giri/Joker | Tempo    | Distacco |   |
| 1                                   | 71 | Kevin Hansen         | Peugeot 208 RX1e | Hansen World RX Team               | 5/1        | 4'12"651 | –        | Q |
| 2                                   | 21 | Timmy Hansen         | Peugeot 208 RX1e | Hansen World RX Team               | 5/1        | 4'13"449 | +0"798   | Q |
| 3                                   | 52 | Ole Christian Veiby  | Volkswagen RX1e  | Kristoffersson Motorsport          | 5/1        | 4'13"843 | +1"192   | Q |
| 4                                   | 12 | Klara Andersson      | PWR RX1e         | Construction Equipment Dealer Team | 5/1        | 4'30"864 | +18"213  | Q |
|                                     |    |                      |                  |                                    |            |          |          |   |
| Categoria RX1e - Progression Race 2 |    |                      |                  |                                    |            |          |          |   |
| Pos.                                | N° | Pilota               | Auto             | Squadra                            | Giri/Joker | Tempo    | Distacco |   |
| 1                                   | 1  | Johan Kristoffersson | Volkswagen RX1e  | Kristoffersson Motorsport          | 5/1        | 4'11"333 | –        | Q |
| 2                                   | 68 | Niclas Grönholm      | PWR RX1e         | Construction Equipment Dealer Team | 5/1        | 4'13"959 | +2"626   | Q |
| 3                                   | 17 | Gustav Bergström     | Volkswagen RX1e  | Gustav Bergström                   | 5/1        | 4'14"660 | +3"327   | Q |
| 4                                   | 77 | René Münnich         | SEAT Ibiza RX1e  | ALL-INKL.COM Münnich Motorsport    | 5/1        | 4'20"980 | +9"647   | Q |

| Categoria RX2e - Progression Race 1 |    |                   |      |                           |            |          |          |   |
| Pos.                                | N° | Pilota            | Auto | Squadra                   | Giri/Joker | Tempo    | Distacco |   |
| 1                                   | 82 | Isak Sjökvist     | RX2e | Hedströms Motorsport      | 5/1        | 4'24"698 | –        | Q |
| 2                                   | 97 | Raul Ferre        | RX2e | ACA Esport                | 5/1        | 4'27"275 | +2"577   | Q |
| 3                                   | 26 | Roberts Vitols    | RX2e | QEV Motorsport            | 5/1        | 4'27"975 | +3"277   | Q |
| 4                                   | 5  | Pablo Suárez      | RX2e | QEV Motorsport            | 5/1        | 4'31"914 | +7"216   | Q |
|                                     |    |                   |      |                           |            |          |          |   |
| Categoria RX2e - Progression Race 2 |    |                   |      |                           |            |          |          |   |
| Pos.                                | N° | Pilota            | Auto | Squadra                   | Giri/Joker | Tempo    | Distacco |   |
| 1                                   | 00 | Patrick O'Donovan | RX2e | Patrick O'Donovan         | 5/1        | 4'32"094 | –        | Q |
| 2                                   | 28 | Filip Thorén      | RX2e | QEV Motorsport            | 5/1        | 4'43"350 | +11"256  | Q |
| 3                                   | 13 | Viktor Vranckx    | RX2e | Bert Vranckx              | 5/1        | 4'43"542 | +11"448  | Q |
| DNF                                 | 14 | Nils Andersson    | RX2e | Kristoffersson Motorsport | 2/1        | -        | +3 giri  | Q |

Legenda:
| Q | Qualificata/o per le semifinali |

### Semifinali
I primi due classificati in ciascuna semifinale accederanno alla finale; l'ultimo posto disponibile verrà occupato dal "miglior terzo", ovvero chi ha ottenuto il miglior piazzamento nel Ranking al termine delle batterie.
| Categoria RX1e - Semifinale 1 |    |                      |                  |                                    |            |          |          |   |
| Pos.                          | N° | Pilota               | Auto             | Squadra                            | Giri/Joker | Tempo    | Distacco |   |
| 1                             | 71 | Kevin Hansen         | Peugeot 208 RX1e | Hansen World RX Team               | 5/1        | 4'12"732 | –        | Q |
| 2                             | 52 | Ole Christian Veiby  | Volkswagen RX1e  | Kristoffersson Motorsport          | 5/1        | 4'13"116 | +0"384   | Q |
| 3                             | 77 | René Münnich         | SEAT Ibiza RX1e  | ALL-INKL.COM Münnich Motorsport    | 5/1        | 4'20"658 | +7"836   |   |
| 4                             | 68 | Niclas Grönholm      | PWR RX1e         | Construction Equipment Dealer Team | 2/1        | 1'47"205 | +3 giri  |   |
|                               |    |                      |                  |                                    |            |          |          |   |
| Categoria RX1e - Semifinale 2 |    |                      |                  |                                    |            |          |          |   |
| Pos.                          | N° | Pilota               | Auto             | Squadra                            | Giri/Joker | Tempo    | Distacco |   |
| 1                             | 1  | Johan Kristoffersson | Volkswagen RX1e  | Kristoffersson Motorsport          | 5/1        | 4'12"302 | –        | Q |
| 2                             | 21 | Timmy Hansen         | Peugeot 208 RX1e | Hansen World RX Team               | 5/1        | 4'15"907 | +3"605   | Q |
| 3                             | 17 | Gustav Bergström     | Volkswagen RX1e  | Gustav Bergström                   | 5/1        | 4'16"538 | +4"236   | Q |
| 4                             | 12 | Klara Andersson      | PWR RX1e         | Construction Equipment Dealer Team | 3/1        | 4'19"145 | +6"843   |   |

| Categoria RX2e - Semifinale 1 |    |                   |      |                           |            |          |          |   |
| Pos.                          | N° | Pilota            | Auto | Squadra                   | Giri/Joker | Tempo    | Distacco |   |
| 1                             | 82 | Isak Sjökvist     | RX2e | Hedströms Motorsport      | 5/1        | 4'29"443 | –        | Q |
| 2                             | 26 | Roberts Vitols    | RX2e | QEV Motorsport            | 5/1        | 4'30"078 | +0"635   | Q |
| 3                             | 14 | Nils Andersson    | RX2e | Kristoffersson Motorsport | 5/1        | 4'31"901 | +2"458   |   |
| 4                             | 28 | Filip Thorén      | RX2e | QEV Motorsport            | 5/1        | 4'40"170 | +10"727  |   |
|                               |    |                   |      |                           |            |          |          |   |
| Categoria RX2e - Semifinale 2 |    |                   |      |                           |            |          |          |   |
| Pos.                          | N° | Pilota            | Auto | Squadra                   | Giri/Joker | Tempo    | Distacco |   |
| 1                             | 00 | Patrick O'Donovan | RX2e | Patrick O'Donovan         | 5/1        | 4'40"171 | –        | Q |
| 2                             | 97 | Raul Ferre        | RX2e | ACA Esport                | 5/1        | 4'43"410 | +3"239   | Q |
| 3                             | 13 | Viktor Vranckx    | RX2e | Bert Vranckx              | 5/1        | 4'53"229 | +13"058  | Q |
| 4                             | 5  | Pablo Suárez      | RX2e | QEV Motorsport            | 5/1        | 5'06"091 | +25"920  |   |

Legenda:
| Q | Qualificata/o per la finale |

### Finali
| Categoria RX1e | Categoria RX1e | Categoria RX1e       | Categoria RX1e   | Categoria RX1e            | Categoria RX1e | Categoria RX1e | Categoria RX1e | Categoria RX1e |
| Pos.           | Nº             | Pilota               | Auto             | Squadra                   | Giri/Joker     | Tempo          | Distacco       |                |
| -------------- | -------------- | -------------------- | ---------------- | ------------------------- | -------------- | -------------- | -------------- | -------------- |
| 1              | 1              | Johan Kristoffersson | Volkswagen RX1e  | Kristoffersson Motorsport | 5/1            | 4'10"054       | –              |                |
| 2              | 71             | Kevin Hansen         | Peugeot 208 RX1e | Hansen World RX Team      | 5/1            | 4'12"136       | +2"082         |                |
| 3              | 21             | Timmy Hansen         | Peugeot 208 RX1e | Hansen World RX Team      | 5/1            | 4'12"802       | +2"748         |                |
| 4              | 52             | Ole Christian Veiby  | Volkswagen RX1e  | Kristoffersson Motorsport | 5/1            | 4'13"454       | +3"400         |                |
| 5              | 17             | Gustav Bergström     | Volkswagen RX1e  | Gustav Bergström          | 5/1            | 4'17"457       | +7"403         |                |

- Miglior tempo di reazione: 0"441 ( Kevin Hansen);
- Giro più veloce: 47"900 ( Johan Kristoffersson);
- Miglior giro Joker: 51"406 ( Johan Kristoffersson);
- Miglior giro-zero[n 1]: 4"821 ( Gustav Bergström).

| Categoria RX2e | Categoria RX2e | Categoria RX2e    | Categoria RX2e | Categoria RX2e       | Categoria RX2e | Categoria RX2e | Categoria RX2e | Categoria RX2e |
| Pos.           | Nº             | Pilota            | Auto           | Squadra              | Giri/Joker     | Tempo          | Distacco       |                |
| -------------- | -------------- | ----------------- | -------------- | -------------------- | -------------- | -------------- | -------------- | -------------- |
| 1              | 00             | Patrick O'Donovan | RX2e           | Patrick O'Donovan    | 5/1            | 4'36"987       | –              |                |
| 2              | 82             | Isak Sjökvist     | RX2e           | Hedströms Motorsport | 5/1            | 4'37"243       | +0"256         |                |
| 3              | 13             | Viktor Vranckx    | RX2e           | Bert Vranckx         | 5/1            | 4'37"499       | +0"512         |                |
| 4              | 26             | Roberts Vitols    | RX2e           | QEV Motorsport       | 5/1            | 5'01"361       | +24"374        |                |
| 5              | 97             | Raul Ferre        | RX2e           | ACA Esport           | 4/1            | 4'56"916       | +1 giro        |                |

- Miglior tempo di reazione: 0"532 ( Patrick O'Donovan);
- Giro più veloce: 51"841 ( Isak Sjökvist);
- Miglior giro Joker: 55"548 ( Patrick O'Donovan);
- Miglior giro-zero[n 1]: 5"524 ( Isak Sjökvist).

## Risultati World RX - Gara 2

### Classifica finale
| 1 | 1  | Johan Kristoffersson | Volkswagen RX1e  | Kristoffersson Motorsport          | 1º | 1º | –  | 1º | –  | 1º | 20 |
| 2 | 71 | Kevin Hansen         | Peugeot 208 RX1e | Hansen World RX Team               | 8º | –  | 1º | –  | 2º | 2º | 16 |
| 3 | 52 | Ole Christian Veiby  | Volkswagen RX1e  | Kristoffersson Motorsport          | 3º | 2º | –  | –  | 3º | 3º | 13 |
| 4 | 21 | Timmy Hansen         | Peugeot 208 RX1e | Hansen World RX Team               | 2º | –  | 4º | 2º | –  | 4º | 12 |
| 5 | 68 | Niclas Grönholm      | PWR RX1e         | Construction Equipment Dealer Team | 4º | –  | 3º | –  | 1º | 5º | 11 |
| 6 | 17 | Gustav Bergström     | Volkswagen RX1e  | Gustav Bergström                   | 5º | 3º | –  | 3º | –  | nq | 10 |
| 7 | 12 | Klara Andersson      | PWR RX1e         | Construction Equipment Dealer Team | 6ª | –  | 2ª | 4ª | –  | nq | 9  |
| 8 | 77 | René Münnich         | SEAT Ibiza RX1e  | ALL-INKL.COM Münnich Motorsport    | 7º | 4º | –  | –  | 4º | nq | 8  |

### Super Pole
Unicamente per la categoria RX1e, al fine di decidere la griglia di partenza della prima batteria, venne introdotta la Super Pole ovvero un unico giro cronometrato effettuato con partenza da fermo e comprensivo di Joker Lap.
| 1 | 1  | Johan Kristoffersson | Volkswagen RX1e  | Kristoffersson Motorsport          | 52"416 | –      |
| 2 | 21 | Timmy Hansen         | Peugeot 208 RX1e | Hansen World RX Team               | 52"473 | +0"057 |
| 3 | 52 | Ole Christian Veiby  | Volkswagen RX1e  | Kristoffersson Motorsport          | 52"720 | +0"304 |
| 4 | 71 | Kevin Hansen         | Peugeot 208 RX1e | Hansen World RX Team               | 52"787 | +0"371 |
| 5 | 68 | Niclas Grönholm      | PWR RX1e         | Construction Equipment Dealer Team | 53"070 | +0"654 |
| 6 | 17 | Gustav Bergström     | Volkswagen RX1e  | Gustav Bergström                   | 53"277 | +0"861 |
| 7 | 77 | René Münnich         | SEAT Ibiza RX1e  | ALL-INKL.COM Münnich Motorsport    | 54"096 | +1"680 |
| 8 | 12 | Klara Andersson      | PWR RX1e         | Construction Equipment Dealer Team | 54"247 | +1"831 |

### Batterie
Il risultato delle batterie (Heats) determinerà poi il Ranking finale, il quale risulterà poi decisivo nel caso in cui più concorrenti ottenessero uguali piazzamenti nelle fasi successive, ovvero le Progression Races e le semifinali.
| 1  | Johan Kristoffersson | Volkswagen RX1e  | Kristoffersson Motorsport          | 50 (1º) | 45 (2º)       | 95 | 1º |
| 21 | Timmy Hansen         | Peugeot 208 RX1e | Hansen World RX Team               | 40 (4º) | 50 (1º)       | 90 | 2º |
| 52 | Ole Christian Veiby  | Volkswagen RX1e  | Kristoffersson Motorsport          | 45 (2º) | 39 (5º)       | 84 | 3º |
| 68 | Niclas Grönholm      | PWR RX1e         | Construction Equipment Dealer Team | 42 (3º) | 42 (3º)       | 84 | 4º |
| 17 | Gustav Bergström     | Volkswagen RX1e  | Gustav Bergström                   | 36 (8º) | 40 (4º)       | 76 | 5º |
| 12 | Klara Andersson      | PWR RX1e         | Construction Equipment Dealer Team | 37 (7ª) | 38 (6ª)       | 75 | 6ª |
| 77 | René Münnich         | SEAT Ibiza RX1e  | ALL-INKL.COM Münnich Motorsport    | 38 (6º) | 37 (7ª)       | 75 | 7º |
| 71 | Kevin Hansen         | Peugeot 208 RX1e | Hansen World RX Team               | 39 (5º) | 35 (8º - DNF) | 74 | 8º |

### Progression races
Per ciascuna serie tutti i concorrenti parteciparanno alle progression races, il risultato delle quali sarà determinante per la qualificazione alle successive semifinali e/o per la scelta della posizione di partenza nelle stesse.
| Categoria RX1e - Progression Race 1 |    |                      |                  |                                    |            |          |          |   |
| Pos.                                | N° | Pilota               | Auto             | Squadra                            | Giri/Joker | Tempo    | Distacco |   |
| 1                                   | 1  | Johan Kristoffersson | Volkswagen RX1e  | Kristoffersson Motorsport          | 5/1        | 4'09"770 | –        | Q |
| 2                                   | 52 | Ole Christian Veiby  | Volkswagen RX1e  | Kristoffersson Motorsport          | 5/1        | 4'11"592 | +1"822   | Q |
| 3                                   | 17 | Gustav Bergström     | Volkswagen RX1e  | Gustav Bergström                   | 5/1        | 4'13"529 | +3"759   | Q |
| 4                                   | 77 | René Münnich         | SEAT Ibiza RX1e  | ALL-INKL.COM Münnich Motorsport    | 5/1        | 4'18"746 | +8"976   | Q |
|                                     |    |                      |                  |                                    |            |          |          |   |
| Categoria RX1e - Progression Race 2 |    |                      |                  |                                    |            |          |          |   |
| Pos.                                | N° | Pilota               | Auto             | Squadra                            | Giri/Joker | Tempo    | Distacco |   |
| 1                                   | 71 | Kevin Hansen         | Peugeot 208 RX1e | Hansen World RX Team               | 5/1        | 4'16"293 | –        | Q |
| 2                                   | 12 | Klara Andersson      | PWR RX1e         | Construction Equipment Dealer Team | 5/1        | 4'21"282 | +4"989   | Q |
| DNF                                 | 68 | Niclas Grönholm      | PWR RX1e         | Construction Equipment Dealer Team | 2/0        | -        | +3 giri  | Q |
| DNF                                 | 21 | Timmy Hansen         | Peugeot 208 RX1e | Hansen World RX Team               | 2/0        | -        | +3 giri  | Q |

### Semifinali
I primi due classificati in ciascuna semifinale accederanno alla finale; l'ultimo posto disponibile verrà occupato dal "miglior terzo", ovvero chi ha ottenuto il miglior piazzamento nel Ranking al termine delle batterie.
| Categoria RX1e - Semifinale 1 |    |                      |                  |                                    |            |          |          |   |
| Pos.                          | N° | Pilota               | Auto             | Squadra                            | Giri/Joker | Tempo    | Distacco |   |
| 1                             | 1  | Johan Kristoffersson | Volkswagen RX1e  | Kristoffersson Motorsport          | 5/1        | 4'32"348 | –        | Q |
| 2                             | 21 | Timmy Hansen         | Peugeot 208 RX1e | Hansen World RX Team               | 5/1        | 4'37"685 | +5"337   | Q |
| 3                             | 17 | Gustav Bergström     | Volkswagen RX1e  | Gustav Bergström                   | 5/1        | 4'46"028 | +13"680  |   |
| 4                             | 12 | Klara Andersson      | PWR RX1e         | Construction Equipment Dealer Team | 5/1        | 4'46"230 | +13"882  |   |
|                               |    |                      |                  |                                    |            |          |          |   |
| Categoria RX1e - Semifinale 2 |    |                      |                  |                                    |            |          |          |   |
| Pos.                          | N° | Pilota               | Auto             | Squadra                            | Giri/Joker | Tempo    | Distacco |   |
| 1                             | 68 | Niclas Grönholm      | PWR RX1e         | Construction Equipment Dealer Team | 5/1        | 4'31"898 | –        | Q |
| 2                             | 71 | Kevin Hansen         | Peugeot 208 RX1e | Hansen World RX Team               | 5/1        | 4'36"118 | +4"220   | Q |
| 3                             | 52 | Ole Christian Veiby  | Volkswagen RX1e  | Kristoffersson Motorsport          | 5/1        | 4'41"079 | +9"181   | Q |
| 4                             | 77 | René Münnich         | SEAT Ibiza RX1e  | ALL-INKL.COM Münnich Motorsport    | 5/1        | 4'48"701 | +16"803  |   |

### Finale
| Categoria RX1e | Categoria RX1e | Categoria RX1e       | Categoria RX1e   | Categoria RX1e                     | Categoria RX1e | Categoria RX1e | Categoria RX1e | Categoria RX1e |
| Pos.           | Nº             | Pilota               | Auto             | Squadra                            | Giri/Joker     | Tempo          | Distacco       |                |
| -------------- | -------------- | -------------------- | ---------------- | ---------------------------------- | -------------- | -------------- | -------------- | -------------- |
| 1              | 1              | Johan Kristoffersson | Volkswagen RX1e  | Kristoffersson Motorsport          | 5/1            | 4'19"030       | –              |                |
| 2              | 71             | Kevin Hansen         | Peugeot 208 RX1e | Hansen World RX Team               | 5/1            | 4'19"315       | +0"285         |                |
| 3              | 52             | Ole Christian Veiby  | Volkswagen RX1e  | Kristoffersson Motorsport          | 5/1            | 4'20"687       | +1"657         |                |
| 4              | 21             | Timmy Hansen         | Peugeot 208 RX1e | Hansen World RX Team               | 5/1            | 4'21"169       | +2"139         |                |
| 5              | 68             | Niclas Grönholm      | PWR RX1e         | Construction Equipment Dealer Team | 5/1            | 4'21"597       | +2"567         |                |

- Miglior tempo di reazione: 0"441 ( Kevin Hansen);
- Giro più veloce: 49"525 ( Johan Kristoffersson);
- Miglior giro Joker: 52"884 ( Ole Christian Veiby);
- Miglior giro-zero[n 1]: 4"901 ( Timmy Hansen).

## Risultati Euro RX

### Classifica finale
| Categoria RX1 | Categoria RX1 | Categoria RX1     | Categoria RX1     | Categoria RX1                   | Categoria RX1   | Categoria RX1     | Categoria RX1     | Categoria RX1     | Categoria RX1 | Categoria RX1 | Categoria RX1 | Categoria RX1 | Categoria RX1 |
| Pos.          | N°            | Pilota            | Auto              | Squadra                         | Batterie (Pos.) | Progression Races | Progression Races | Progression Races | Semifinali    | Semifinali    | Finale        | Punti         |               |
| Pos.          | N°            | Pilota            | Auto              | Squadra                         | Batterie (Pos.) | PR1               | PR2               | PR3               | SF1           | SF2           | Finale        | Punti         |               |
| ------------- | ------------- | ----------------- | ----------------- | ------------------------------- | --------------- | ----------------- | ----------------- | ----------------- | ------------- | ------------- | ------------- | ------------- | ------------- |
| 1             | 69            | Sondre Evjen      | Audi S1           | Team JC Raceteknik              | 3º              | –                 | –                 | 1º                | –             | 1º            | 1º            | 20            |               |
| 2             | 92            | Anton Marklund    | Hyundai i20       | SET Promotion                   | 1º              | 1º                | –                 | –                 | 1º            | –             | 2º            | 14            |               |
| 3             | 91            | Enzo Ide          | Audi S1           | EKS                             | 2º              | –                 | 1º                | –                 | 2º            | –             | 3º            | 13            |               |
| 4             | 10            | Mikko Ikonen      | Hyundai i20       | Betomik Racing Team             | 7º              | 4º                | –                 | –                 | –             | 3º            | 4º            | 12            |               |
| 5             | 24            | Sivert Svardal    | Volkswagen Polo R | Sivert Svardal                  | 5º              | –                 | 2º                | –                 | –             | 2º            | 5º            | 11            |               |
| 6             | 73            | Támas Kárai       | Audi S1           | Karai Motorsport Sportegyesület | 8º              | –                 | 3º                | –                 | 3º            | –             | nq            | 10            |               |
| 7             | 81            | Ronalds Baldiņš   | Audi S1           | EKS                             | 6º              | –                 | –                 | 2º                | 4º            | –             | nq            | 9             |               |
| 8             | 88            | Marcin Gagacki    | Ford Fiesta MK6   | Oponeo                          | 9º              | –                 | –                 | 3º                | –             | 4º            | nq            | 8             |               |
| 9             | 6             | Jānis Baumanis    | Peugeot 208       | #YellowSquad                    | 4º              | 2º                | –                 | –                 | –             | 5º            | nq            | 7             |               |
| 10            | 33            | Ulrik Linnemann   | Ford Fiesta MK6   | Linnemann Promotion             | 10º             | 3º                | –                 | –                 | 5º            | –             | nq            | 6             |               |
| 11            | 38            | Mandie August     | SEAT Ibiza        | ALL-INKL.COM Münnich Motorsport | 11ª             | –                 | 4ª                | –                 | nq            | nq            | nq            | 5             |               |
| 12            | 55            | Paulius Pleskovas | Ford Fiesta (MK6) | TSK Baltijos Sportas            | 12º             | –                 | –                 | 5º                | nq            | nq            | nq            | 4             |               |
| 13            | 50            | Attila Mózer      | Ford Fiesta MK6   | Nyírad Motorsport KFT           | 13º             | –                 | –                 | 4º                | nq            | nq            | nq            | 3             |               |
| Pos.          | N°            | Pilota            | Auto              | Squadra                         | Batterie (Pos.) | PR1               | PR2               | PR3               | SF1           | SF2           | Finale        | Punti         |               |
| Pos.          | N°            | Pilota            | Auto              | Squadra                         | Batterie (Pos.) | Progression Races | Progression Races | Progression Races | Semifinali    | Semifinali    | Finale        | Punti         |               |

### Finale
| Categoria RX1 | Categoria RX1 | Categoria RX1  | Categoria RX1     | Categoria RX1       | Categoria RX1 | Categoria RX1 | Categoria RX1 | Categoria RX1 |
| Pos.          | Nº            | Pilota         | Auto              | Squadra             | Giri/Joker    | Tempo         | Distacco      |               |
| ------------- | ------------- | -------------- | ----------------- | ------------------- | ------------- | ------------- | ------------- | ------------- |
| 1             | 69            | Sondre Evjen   | Audi S1           | Team JC Raceteknik  | 5/1           | 4'34"357      | –             |               |
| 2             | 92            | Anton Marklund | Hyundai i20       | SET Promotion       | 5/1           | 4'34"774      | +0"417        |               |
| 3             | 91            | Enzo Ide       | Audi S1           | EKS                 | 5/1           | 4'35"272      | +0"915        |               |
| 4             | 10            | Mikko Ikonen   | Hyundai i20       | Betomik Racing Team | 5/1           | 4'39"594      | +5"237        |               |
| 5             | 24            | Sivert Svardal | Volkswagen Polo R | Sivert Svardal      | 5/1           | 4'40"506      | +6"149        |               |

- Miglior tempo di reazione: 0"467 ( Sondre Evjen);
- Giro più veloce: 52"002 ( Andreas Bakkerud);
- Miglior giro Joker: 55"320 ( Anton Marklund);
- Miglior giro-zero[n 1]: 5"643 ( Sondre Evjen).

## Classifiche di campionato
World RX - RX1e piloti (dopo gara 1)
| Pos. | Pos. | Pilota               | Punti |
| ---- | ---- | -------------------- | ----- |
| 1    |      | Johan Kristoffersson | 40    |
| 2    |      | Timmy Hansen         | 29    |
| 3    | 4    | Kevin Hansen         | 25    |
| 4    | 1    | Ole Christian Veiby  | 25    |
| 5    | 1    | Gustav Bergström     | 21    |
| 6    | 2    | Klara Andersson      | 20    |
| 7    | 2    | Niclas Grönholm      | 20    |
| 8    |      | René Münnich         | 18    |

World RX - RX1e piloti (dopo gara 2)
| Pos. | Pos. | Pilota               | Punti |
| ---- | ---- | -------------------- | ----- |
| 1    |      | Johan Kristoffersson | 60    |
| 2    | 1    | Kevin Hansen         | 41    |
| 3    | 1    | Timmy Hansen         | 41    |
| 4    |      | Ole Christian Veiby  | 38    |
| 5    | 2    | Niclas Grönholm      | 31    |
| 6    | 1    | Gustav Bergström     | 31    |
| 7    | 1    | Klara Andersson      | 29    |
| 8    |      | René Münnich         | 26    |

World RX - RX1e squadre (dopo gara 1)
| Pos. | Pos. | Pilota                             | Punti |
| ---- | ---- | ---------------------------------- | ----- |
| 1    |      | Kristoffersson Motorsport          | 65    |
| 2    |      | Hansen World RX Team               | 54    |
| 3    |      | Construction Equipment Dealer Team | 40    |

World RX - RX1e squadre (dopo gara 2)
| Pos. | Pos. | Pilota                             | Punti |
| ---- | ---- | ---------------------------------- | ----- |
| 1    |      | Kristoffersson Motorsport          | 98    |
| 2    |      | Hansen World RX Team               | 82    |
| 3    |      | Construction Equipment Dealer Team | 60    |

RX2e piloti
| Pos. | Pos. | Pilota             | Punti |
| ---- | ---- | ------------------ | ----- |
| 1    |      | Viktor Vranckx     | 51    |
| 2    | 1    | Isak Sjökvist      | 42    |
| 3    | 1    | Nils Andersson     | 42    |
| 4    |      | Raul Ferre         | 35    |
| 5    | 2    | Patrick O'Donovan  | 31    |
| 6    | 1    | Pablo Suárez       | 31    |
| 7    | 2    | Filip Thorén       | 18    |
| 8    | 2    | Laia Sanz          | 17    |
| 9    | N    | Roberts Vitols     | 12    |
| 10   | 2    | Mark Flaherty      | 11    |
| 11   | 1    | Lance Woolridge    | 9     |
| 12   | 1    | Catie Munnings     | 8     |
| 13   | 1    | Aksel Lund Svindal | 7     |

Euro RX - RX1 piloti
| Pos. | Pos. | Pilota                | Punti |
| ---- | ---- | --------------------- | ----- |
| 1    |      | Anton Marklund        | 68    |
| 2    |      | Jānis Baumanis        | 42    |
| 3    | 4    | Sondre Evjen          | 40    |
| 4    | 1    | Enzo Ide              | 35    |
| 5    | 1    | Sivert Svardal        | 35    |
| 6    | 3    | Andreas Bakkerud      | 33    |
| 7    | 1    | Tamás Kárai           | 30    |
| 8    | 2    | Anders Michalak       | 22    |
| 9    | 1    | Ulrik Linnemann       | 19    |
| 10   | 4    | Marcin Gagacki        | 19    |
| 11   | 2    | Jean-Baptiste Dubourg | 18    |
| 12   | N    | Mikko Ikonen          | 12    |
| 13   | 2    | Johan Kristoffersson  | 12    |
| 14   | 6    | Mandie August         | 12    |
| 15   | 2    | Attila Mózer          | 12    |
| 16   | 3    | Fraser McConnell      | 11    |
| 17   | 5    | Oliver Solberg        | 11    |
| 18   | 3    | Aleš Fučik            | 10    |
| 19   | 3    | Linus Östlund         | 10    |
| 20   | N    | Ronalds Baldiņš       | 9     |
| 21   | 2    | Ole Christian Veiby   | 8     |
| 22   | 4    | Frank Valle           | 8     |
| 23   | 2    | Patrick O'Donovan     | 6     |
| 24   | 5    | Paulius Pleskovas     | 4     |
| 25   | 2    | Márk Mózer            | 4     |
| 26   | 4    | David Nordgaard       | 4     |
| 27   | 3    | László Kiss           | 3     |
| 28   | 3    | Oliver O'Donovan      | 2     |
| 29   | 3    | Dariusz Topolewski    | 1     |
| 30   | 3    | Zoltán Koncseg        | 0     |
| 31   | 1    | Hervé Knapick         | 0     |
| 32   | 1    | Gustav Bergström      | 0     |
| 33   | 5    | Tom André Saetnan     | 0     |
| 34   | 2    | René Münnich          | 0     |
| 35   | 2    | Stefan Kristensson    | 0     |
| 36   | 2    | Dan Öberg             | 0     |